# 沢渡朔
沢渡 朔（さわたり はじめ、1940年〈昭和15年〉1月1日 - ）は、日本の写真家。東京府出身。女性ポートレートの分野を中心に幅広く活動。『少女アリス』等の写真集を出版。

## 人物
中学の修学旅行の際に中古のリコーフレックスを入手し、写真を撮り始める。日大二高では写真部に所属。高校3年時に『サンケイカメラ』誌月例コンテストの中高の部でいきなり3作品を入賞させ、その後も月例コンテストの常連となる。
日芸の写真学科に進学後、月例コンテストの選者だった佐藤明のアドバイスで月例コンテストからは撤退。この頃、映画『死刑台のエレベーター』を見てジャズやヌーヴェルヴァーグに傾倒。詩人の白石かずことともに横田基地に通い、黒人女性や子供たちの撮影に取り組む。在学中には既に『カメラ毎日』『女性自身』などに作品を発表しはじめている。
大学卒業後日本デザインセンターに入社。高梨豊のアシスタントとなるも、遅刻ばかりしていたため解雇、フリーランスとなる。1966年以降フリー。ファッション写真の分野に興味があった為、立木義浩の紹介で少しずつファッション誌の仕事を始める。
ファッション写真以外では、編集者の桑原茂夫らとのコラボレーションで、イギリスの10歳の少女モデル、サマンサを撮影。『不思議の国のアリス』をモチーフとした写真集『少女アリス』として発表。高い評価を得る。
1973年にはイタリア人モデルのナディアと出会い、彼女をテーマにした作品の制作に取り組む。サマンサとナディアの撮影によって、それまでのテーマが一度「完結してしまった」沢渡は40代の間スランプに陥るが、50代になってスランプを脱出し、女性グラビアを中心に活動を続けている。

## 年譜
- 1959年 日本大学第二高等学校卒業
- 1963年
  - 日本大学芸術学部写真学科卒業
  - 日本広告写真家協会奨励賞受賞
  - 日本デザインセンター入社[2]
- 1966年 日本デザインセンターを退社、フリーランス転向[2]
- 1973年 日本写真協会年度賞受賞
- 1979年 講談社出版文化賞写真賞受賞

## 著書・写真集
- 『少女アリス』河出書房新社 1973
- 『森の人形館』毎日新聞社(カメラ毎日別冊 Private3)　1973
- 『写真集「小沢征爾」』集英社 1975
- 『ナディア』朝日ソノラマ 1977
- 『海からきた少女』河出書房新社 1979
- 『少女だった 手塚さとみ写真集』小学館(写楽館 1) 1981
- 『朝加真由美写真集』集英社 1981
- 『まゆみ 「寺島まゆみ」写真集』立風書房 1982
- 『白夜の妖精 石野真子写真集』集英社 1983
- 『沢渡朔女優ヌード作品集 しなやかな微熱』集英社(プレイボーイ写真文庫)　1983（速水典子ほか）
- 『少女隊共和国』ワニブックス 1985
- 『蜜の味』アイピーシー 1990
- 『17才・島で… 草野とよ実写真集』スコラ 1992
- 『シビラの四季』真行寺君枝文 河出書房新社 1992
- 『天使のパヴァーヌ』白泉社 1992
- 『愛子-君に会える瞬間 浅野愛子写真集』スコラ 1993
- 『上海、バリ 秋乃桜子写真集』竹書房 1993
- 『ひとえ　大竹一重写真集』竹書房、1994　のち文庫
- 『昭和 伊佐山ひろ子』宝島社 1994
- 『小樽ホテル 竹井みどり写真集』アドベント映像・TMプロジェクト 1994
- 『速水典子写真集 Ｏ』ブックマン社 1994
- 『肖像画 中原美佑写真集』英知出版 1995
- 『白都真理写真集 Caffe santos』ぶんか社 1995
- 『今井理恵写真集 理恵 にっぽんの美少女』朝日出版社 1996
- 『久美子 にっぽんの美少女 遠藤久美子写真集』朝日出版社 1996
- 『原田志乃写真集 志乃 にっぽんの美少女』朝日出版社
- 『18 1/2 Saki Hayakawa』ぶんか社 1997
- 『Girl つぐみ写真集』ぶんか社 1997
- 『東京モガ 天地真理』モッツ・コーポレーション 1997
- 『東京ストリップ 清水ひとみ』モッツ・コーポレーション 1998
- 『La montee Naoko Kamishirato』ぶんか社 1998
- 『初めての秋 松村ときわ』ぶんか社, 1998
- 『Girl 2 黒川よし佳写真集』ぶんか社 1998
- 『さやか・15才 神谷涼 南の島でのファースト写真集』ぶんか社 1998
- 『Abc…xyz 嘉門洋子写真集』ぶんか社 1998
- 『美少女M』新潮社 1998（前原麻美）
- 『Sally! 吉野サリー写真集』マイストロ 1998
- 『Cigar 三國連太郎』PARCO 1998
- 『軽蔑 真梨邑ケイ写真集』ぶんか社 1998
- 『Daylights 吉本多香美写真集』竹書房 1999
- 『裸一貫。 ピーター写真集』新潮社 1999
- 『Warning Noriko Tachikawa 立河宜子写真集』ワニブックス 1999
- 『Tu ne sais pas aimer 人の気も知らないで 上白土なお子』ぶんか社 1999
- 『Glam Mizuho Kouga』ぶんか社 1999
- 『少女果実 永井流奈』新潮社 1999
- 『Oui oui! 橘涼子写真集』双葉社 2000
- 『情人 伊能静写真集』光進社 2000
- 『Iris 三好さやか写真集』リイド社 2000
- 『眞鍋かをり』アスキームック no.3 2000
- 『Make love 井上貴子写真集』ワニブックス 2000
- 『In & out伊達公子』新潮社 2000
- 『小栗香織十一年後』新潮社 2000
- 『周防玲子』アスキームック no.4　2000
- 『吉井怜』アスキームック no.1　2000
- 『Mocha 武田久美子』音楽専科社 2000
- 『Damage 納見佳容写真集』インターメディア出版 2001
- 『海から、小栗香織』英知出版 2001
- 『Y's 佐藤ゆりな写真集』ぶんか社 2001
- 『Good vibrations 井川遥写真集』ぶんか社 2001
- 『Good lovin' 鈴木ゆかり写真集』ぶんか社 2001
- 『水晶 木内晶子写真集』角川書店 2001
- 『Over the rainbow Kaori Oguri』英知出版 2001
- 『Flapper 才谷ゆきこ写真集』学習研究社 2001
- 『Marvelous 小川みゆき写真集』双葉社 2001
- 『Otoha 乙葉写真集』集英社 2001
- 『60's』ワイズ出版 2001
- 『60's 2』ワイズ出版, 2001
- 『インリン・オブ・ジョイトイの『臨床実験』』ぶんか社 2002
- 『7070 七生奈央写真集』ワニブックス 2002
- 『REM rapid eye movement 森下千里写真集』アスペクト 2002
- 『I love you 真行寺君枝写真集』バウハウス 2002
- 『すだち 松本未来写真集』リイド社 2002
- 『Panic 上杉梨華写真集』ワニマガジン社 2002
- 『Untuk awak 及川麻衣』バウハウス 2002
- 『Cat 納見佳容写真集』ワニマガジン社 2002
- 『Nudie 岡本夏生』バウハウス 2002
- 『はち蜜 すほうれいこ写真集』竹書房, 2002
- 『Make love 2 井上貴子写真集』ワニブックス 2002
- 『眼球譚 Fumika』ぶんか社 2002
- 『Sugar 沼尻沙弥香』ぶんか社 2003
- 『Kinbaku 井上貴子写真集』双葉社 2003
- 『沼尻沙弥香milk』ぶんか社 2003
- 『Pain 松本未来写真集』英知出版 2003
- 『M2 松本未来写真集』英知出版 2004
- 『Nadia in Sicily 1971』蒼穹舎 2004
- 『Prism 後藤真希写真集』ワニブックス 2004
- 『せつこ 真田せつこ写真集』双葉社, 2004
- 『Lady-go! 森下千里写真集』講談社 2004
- 『Will you marry me 下村真理写真集』ワニブックス 2004
- 『Piari 福永ちな写真集』竹書房, 2005
- 『Goddess 荒井美恵子写真集』バウハウス 2005
- 『三浦敦子写真集』バウハウス 2005
- 『映画「Strange Circus 奇妙なサーカス」写真集』八千代出版興業 2005
- 『アズ・ティアーズ・ゴー・バイ 黒川智花写真集』ワニブックス 2006
- 『Date。 安藤沙耶香写真集』ワニブックス 2006
- 『Double fantasy 小倉優子写真集』小塚毅之と撮影 ゴマブックス 2008
- 『深愛 熊田曜子写真集』竹書房 2008
- 『Live 中村優写真集』ワニブックス 2008
- 『美拳 井上貴子写真集』双葉社 2009
- 『Preview 西原亜希写真集』双葉社 2009
- 『Privacy 小倉優子写真集』音楽専科社 2009
- 『S/M Mao Miyaji 宮地真緒写真集』ワニブックス 2009
- 『S/M Rei Yoshii 吉井怜写真集』ワニブックス 2009
- 『ウサギ 小栗香織』彩文館出版 2009
- 『華恋 石川梨華写真集』ワニブックス 2009
- 『サーカスの少女 京本有加写真集』彩文館出版 2009
- 『梨想 菅谷梨沙子写真集』ワニブックス 2009
- 『澁澤龍彦 ドラコニア・ワールド』澁澤龍子編、集英社新書ヴィジュアル版, 2010
- 『Cigar-三國連太郎 沢渡朔作品展』本橋正義, 安中瑠奈編 JCIIフォトサロン 2010
- 『決意 福永ちな写真集』ワニブックス 2010
- 『月刊黒田エイミ』新潮社 2010
- 『Iqueen. vol.2 (真木よう子)』パルコエンタテインメント事業部 2011
- 『裸婦 川上ゆう写真集 双葉社 2012
- 『光 葵つかさ写真集』ジーオーティー 2012
- 『川上ゆうヌード大全集』双葉社 2014
- 『少女アリス = Alice スペシャル・エディション』河出書房新社 2014
- 『戀人よ 時東ぁみ写真集』イーネット・フロンティア 2015
- 『Trip 間宮夕貴写真集』竹書房 2015
- 『秋吉久美子写真集1973NUDE』小学館 2016
- 『裸身_初号 冨手麻妙』玄光社 2016
- 『Rain』国書刊行会 2016
- 『莉佳子 - 少女、第二章 - 佐々木莉佳子写真集』ワニブックス 2020
- 『真価論 華村あすか写真集』講談社 2023

## その他

### 絵本
- 谷川俊太郎『なおみ』福音館書店、2007年

### レコードジャケット
- 吉田美奈子
  - FLAPPER （1976年3月25日）
  - MONOCHROME （1980年10月21日）

- クリエイション
  - PURE ELECTRIC SOUL（1977年3月5日）
- 松任谷由実
  - 悲しいほどお天気 （1979年12月1日）

- 南野陽子
  - VIRGINAL （1986年11月1日）

### 雑誌表紙
- アサヒカメラ
  - 1975年1月-12月
  - 1983年1月-12月
  - 1985年1月-12月
- 太陽（1988年1月）